# VSTa
VSTa (Valencia's Simple Tasker) es un sistema operativo con una arquitectura de microkernel, con todos los controladores de dispositivos y sistemas de archivos residentes en modo espacio de usuario. Es principalmente compatible POSIX, salvo cuando la compatibilidad POSIX se puso en el camino de la extensibilidad y modularidad. Fue inspirado conceptualmente por QNX y Plan 9. Escrito por Andy Valencia, y liberado bajo la licencia GPL. En la actualidad, la concesión de licencias para VSTa es Copyleft.
VSTa fue escrito originalmente para ejecutarse en hardware Intel 80386, pero posteriormente fue portado a varias plataformas diferentes, por ejemplo Commodore Amiga con procesador Motorola 68030 o superior.
VSTa no se sigue desarrollado, pero sus ideas y código fuente se utilizan en el sistema operativo FMI/OS, que sigue la causa de VSTa.

## GUI
La interfaz gráfica de usuario proporcionada por defecto en una tar-ball con el sistema es ManaGeR (MGR).